# Teodora Ruano
María Teodora Adoracion ("Dori") Ruano Sanchón (nascida em 11 de janeiro de 1969) é uma ex-ciclista espanhola que participava em competições de ciclismo de pista e estrada. Representou sua nação nos Jogos Olímpicos de 1992, 2000 e 2004. Sua maior conquista foi ganhar o título mundial na prova de corrida por pontos em 1998.